# 아이앤씨테크놀로지
아이앤씨테크놀로지(I&C Technology Co. Ltd.)는 대한민국의 유무선통신 반도체 기업이다. 본사는 경기도 성남시 분당구 판교로255번길 24에 위치해 있으며 대표이사는 박창일이다. 전기전력 분야 안전, 측정, 감지, 제어 관련 초미세 공정의 시스템온칩, 모듈, 제품, 시스템화 등 첨단 종합 솔루션을 제공한다.
2007년 지상파 DMB용 SoC를 개발하였다.

## 상장
2009년 10월 6일에 공모가 16,000원에 코스닥 시장에 상장하였다.

## 참고문헌
1. ↑  아이앤씨테크놀로지, 아크·누전 차단 겸용 SoC 개발한다, 전기신문, 2021년 11월 24일
2. ↑  아이앤씨테크놀로지, 2022 대한민국 전기산업엑스포서 전기안전 솔루션 'StarARC' 선보인다, 에이빙, 2022년 3월 31일
3. ↑  아이앤씨테크놀로지, 2세대 전기화재안전시스템 공개, 서울파이낸스, 2022년 8월 17일
4. ↑  맹서현, 기술분석보고서-아이앤씨테크놀로지, 2020년 11월 5일